# Höchster Mark
Die Höchster Mark ist ein historisches Territorium am Bodensee, das sich heute auf die drei Länder Vorarlberg (Österreich), St. Gallen und Appenzell Ausserrhoden (beide Schweiz) aufteilt.

## Geographische Ausdehnung
Die Höchster Mark stellte einen beidseitig des Rheins gelegenen Doppelhof dar und war Teil des Herzogtum Schwaben.
Den Kern des Territoriums stellten die beiden Höfe St. Johann–Höchst (Das heutige Höchst in Vorarlberg) und St. Margrethen–Höchst dar (das heutige St. Margrethen in St. Gallen). Daneben existierten einige kleinere Siedlungen und Höfe, darunter Walzenhausen, Gaißau, Altenrhein SG und Fußach.

## Geschichte
Im Jahre 881 gibt es eine erstmalige urkundliche Erwähnung als „Hostetharro marcha“ (Höchster Mark). Kaiser Otto II. übergab die Mark im Jahr 980 an das Kloster St. Gallen. In dieser Zeit wurden auch Befestigungswerke errichtet. Von der Burg Grimmenstein ist noch ein Teil des Bergfriedes erhalten.
1375 kam die Höchster Mark unter Habsburgische Herrschaft, gleichzeitig hielt sich aber der Einfluss des St. Galler Klosters. Im Zuge des Schwabenkriegs und der Herauslösung der Eidgenossenschaft aus dem Heiligen Römischen Reich kam es zu einer immer stärkeren Auseinanderentwicklung der einzelnen Gehöfte und letztendlich zur Trennung.